# Santa Maria de Creixell
Santa Maria de Creixell és una església del municipi de Borrassà (Alt Empordà) inclosa en l'Inventari del Patrimoni Arquitectònic de Catalunya.

## Descripció
L'església de Creixell està situada al centre del veïnat. És un capella d'una sola nau amb absis semicircular encarat a tramuntana, amb un cos quadrat i la sagristia a ponent. La porta d'accés està situada damunt d'una escalinata de pedra datada a 1935; la porta és rectangular, emmarcada de carreus ben escairats de pedra amb la inscripció a la llinda 1772. Hi ha també, a la façana principal, una petita fornícula i un òcul. El frontis és coronat per un campanar de cadireta d'una sola arcada.
La nau té volta de llunetes i està enguixada, la cornisa amb dentat neoclàssic. Entrant hi ha un cor al que s'hi arriba per una escala de cargol. Al presbiteri hi ha un altar de fusta pintada i quatre columnes que deixen les capelles entremig. Per una escala es dona la volta al presbiteri i es pot adorar la talla gòtica de la Mare de Déu. L'aparell é de pedruscall, terrissa i argamassa, encara que en alguns indrets, allà on l'arrebossat ho permet, es veuen carreus ben escairats de pedra sorrenca.

## Història
Hi ha referències medievals de Santa Maria de Creixell. L'any 1219, Dalmau II de Creixell cedeix la castlania de Creixell a la canònica de Lladó, també passaria la capella del castell. El 1343 Santa Maria de Creixell apareix esmentada en una permuta entre Berenguer Olivet, clergue de la capella del castell de Creixell i Guillem Vila de Banyoles.
El cert, però, és que l'actual capella està datada entre 1772 i 1779. Restaurant-ne el retaule el 1918 i situant les pedres de les escales el 1936.